# Bispevalg i Folkekirken
Bispevalg i Folkekirken sker ved afstemning blandt stiftets menighedsrådsmedlemmer og præster. Der afholdes bispevalg i den danske Folkekirke når der skal ansættes nye biskopper.

## Opstilling
For at stille op til et bispevalg skal kandidaten have teologisk kandidateksamen fra et dansk universitet og opfylde betingelserne for at være præst i Folkekirken. Kandidaten skal have 75-150 stillere blandt de stemmeberettigede i stiftet. Man kan ikke være stiller for sig selv, og en stemmeberettiget til valget kan kun være stiller for én kandidat.

## De stemmeberettigede
Til et bispevalg kan valgte menighedsrådsmedlemmer i stiftet og alle præster som har været ansat i mindst et år, stemme. Desuden har et antal repræsentanter for valgmenigheder og valgmenighedspræster i stiftet også stemmeret.

## Valgproceduren
Valget foregår elektronisk. Hvis en kandidat får over halvdelen af de afgivne stemmer, skal kirkeministeren indstille kandidaten til kongelig udnævnelse til biskop. Hvis der kun er to kandidater, og de får lige mange stemmer, bestemmer kirkeministeren hvem af dem som skal indstilles.
I tilfælde af at der er flere end to kandidater, og ingen af dem opnår over halvdelen af stemmerne, afholdes en anden valgrunde mellem de to kandidater som fik flest stemmer. Hvis flere end to kandidater har opnået det højeste stemmetal, trækkes der lod om hvilke to af dem som går videre til anden valgrunde. Kirkeministeren skal indstille den kandidat som får flest stemmer ved anden valgrunde. Såfremt de får lige mange stemmer, bestemmer kirkeministeren hvem af dem som skal indstilles.

## De seneste bispevalg
- 2023: Mads Davidsen blev valgt til biskop i Fyens Stift.
- 2022: Ulla Thorbjørn Hansen blev valgt til biskop i Roskilde Stift.
- 2021: Thomas Reinholdt Rasmussen blev valgt til biskop i Aalborg Stift.
- 2021: Peter Birch blev valgt til biskop i Helsingør Stift.
- 2017: Marianne Gaarden blev valgt til biskop i Lolland-Falsters Stift.
- 2015: Henrik Wigh-Poulsen blev valgt til biskop i Århus Stift.
- 2014: Elof Westergaard blev valgt til biskop i Ribe Stift.
- 2013: Marianne Christiansen blev valgt til biskop i Haderslev Stift.
- 2012: Tine Lindhardt blev valgt til biskop i Fyens Stift.
- 2010: Henning Toft Bro blev valgt til biskop i Aalborg Stift.
- 2009: Peter Skov-Jakobsen blev valgt til biskop i Københavns Stift.
- 2008: Peter Fischer-Møller blev valgt til biskop i Roskilde Stift.
- 2005: Steen Skovsgaard blev valgt til biskop i Lolland-Falsters Stift.
- 2003: Elisabeth Dons Christensen blev valgt til biskop i Ribe Stift.

## Historie
Det nuværende system har i hovedtræk været gældende siden 1922 hvor J.C. Christensen, som da var kirkeminister, fik gennemført en ny bispevalglov.
Tidligere var det kirkeministeren som efter eget valg indstillede til kongen hvem der skulle udnævnes til biskop. Den sidste biskop som udnævntes af ministeren var Johannes Gøtzsche, som blev biskop i Viborg Stift i 1921. Dengang var det ofte de mest lærde teologer som blev udnævnt, ligesom man tilgodeså forskellige kirkelige retninger. Således var Gøtzsche en markant indremissionsk biskop. Systemet gav også mulighed for nepotisme. Således var pastor Harald Ostenfeld, som blev udnævnt til biskop over Sjællands Stift i 1911, kirkeministerens kirkepolitiske meningsfælle.